# Pandanus petersii
A Pandanus petersii az egyszikűek (Liliopsida) osztályának csavarpálma-virágúak (Pandanales) rendjébe, ezen belül a csavarpálmafélék (Pandanaceae) családjába tartozó faj.

## Rendszertani eltérések
Az IUCN a Pandanus petersii-t önálló, elfogadott fajként kezeli, bár az adatai 1998-ból származnak; a Plants of the World Online azonban a Pandanus livingstonianus Rendle egyik szinonimájának tekinti.

## Előfordulása
Kizárólag Mozambik területén fordul elő, csak ezen a területen őshonos. Elterjedése Namacurrától Quelimanéig és a Zambézi folyó deltájáig tart.
A maradványerdők és a nedves területek lakója. Élőhelyének elvesztése veszélyezteti.